# Pitey

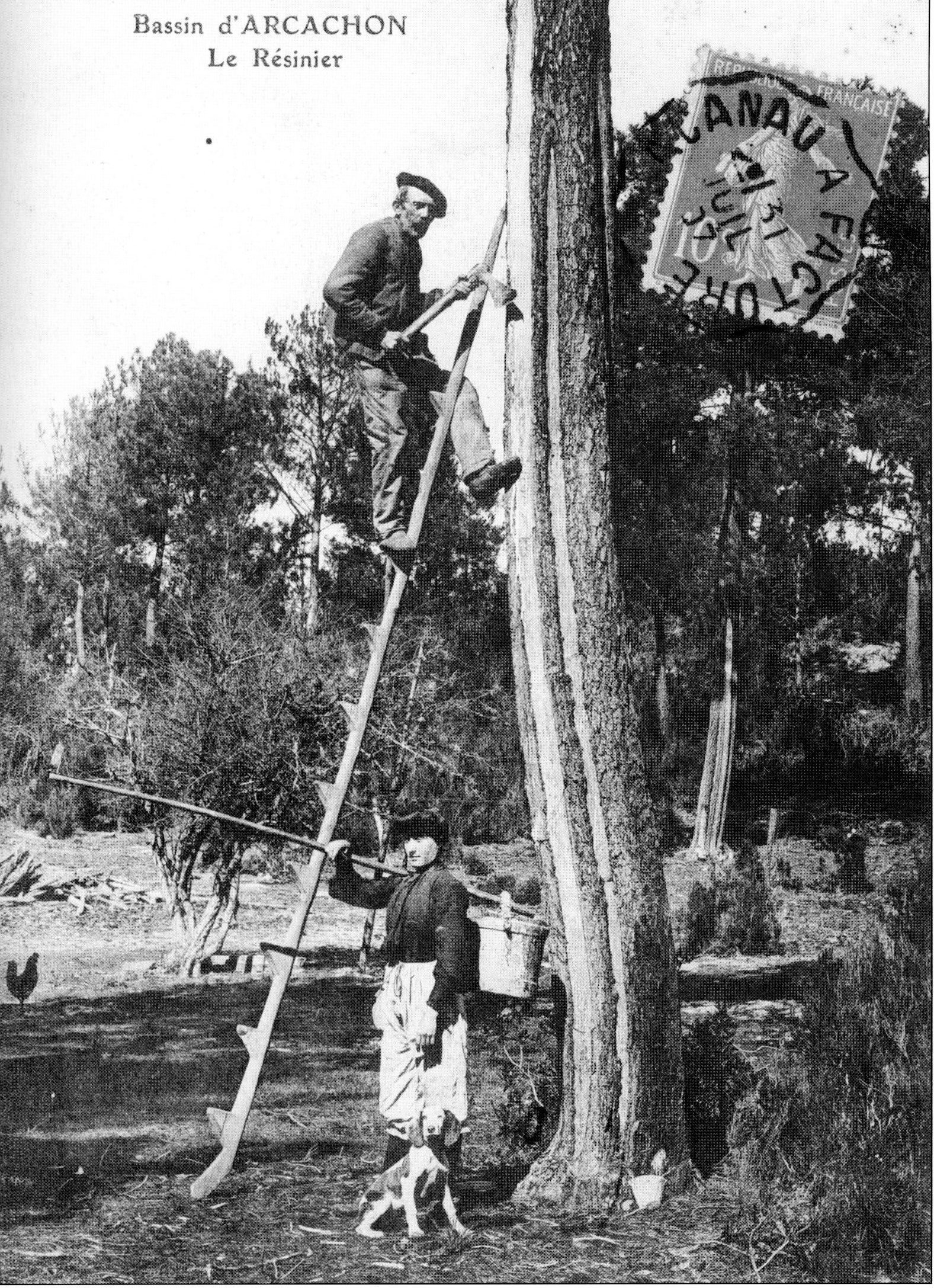
Résinier du Bassin d'Arcachon sur son pitey

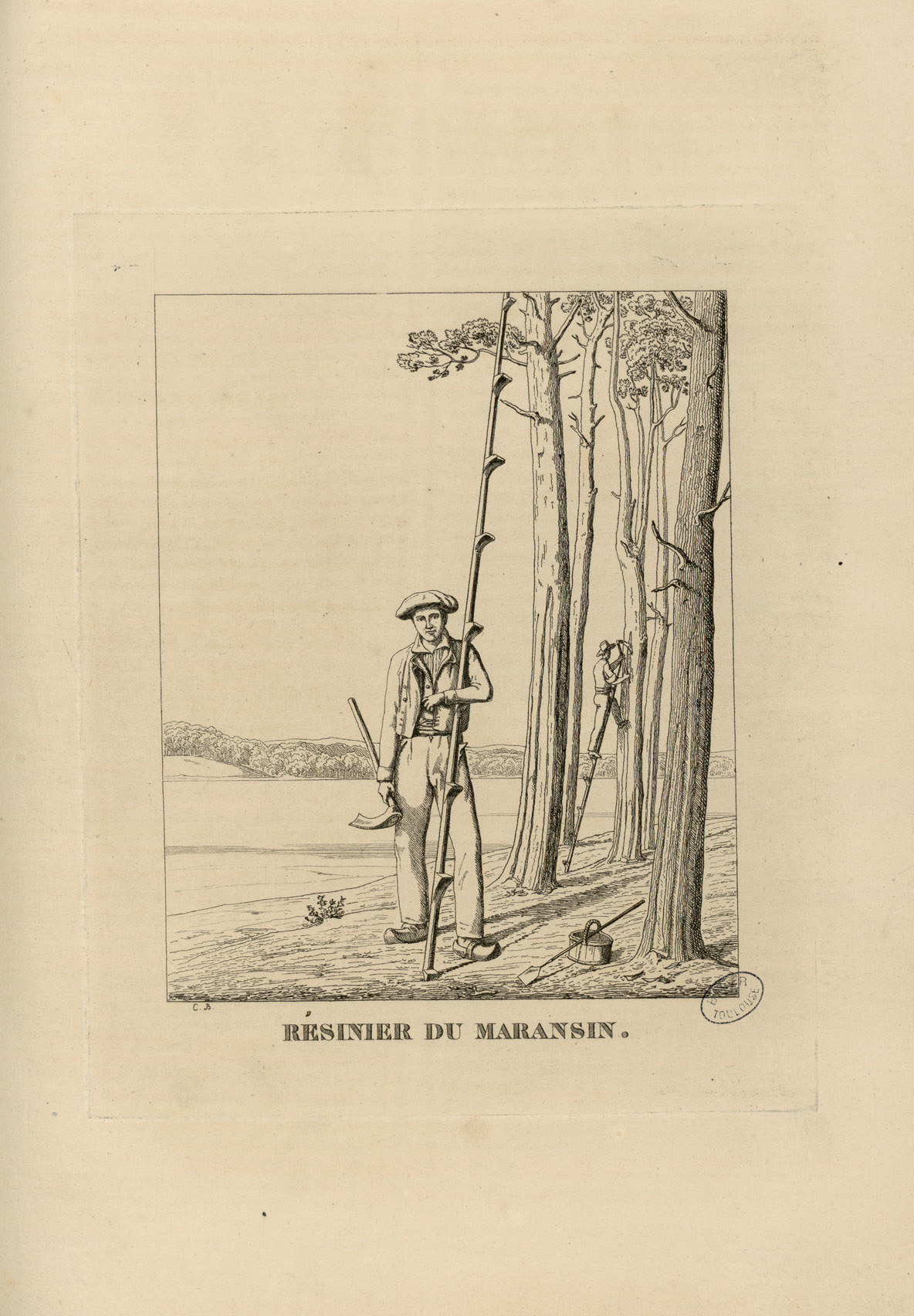
Résinier du Marensin, 1838, extrait du Fonds Ancely de la Bibliothèque municipale de Toulouse

Le pitey (lo pitèir en gascon) est une jambe de bois de pin de deux à trois mètres de haut flanquée de cale-pieds, servant aux gemmeurs des Landes de Gascogne à atteindre le haut des pins pour en rafraîchir les cares.

## Présentation
À l’origine, le terme de pitey désigne tout ce qui hausse : de la tour de la palombière au mirador de surveillance de la forêt des Landes. Il aurait pu désigner les échasses si elles n’avaient reçu le nom spécifique de chancas (tchanques). L’usage a fini par réserver le nom à l’échelle du résinier.
Ne pouvant transporter un tabouret, une échelle classique, et n’utilisant pas d’échasses comme les bergers landais les précédant, les gemmeurs se servaient de cette échelle à montant unique et équipée de paousse pé (cale-pieds). Ils en calaient le pied dans le sable et appuyaient le haut au tronc des pins à gemmer pour les piquer à hauteur convenable.
Leur habileté à grimper au pitey a fait dire au naturaliste Bory de Saint-Vincent que le pied des Landais était de conformation particulière les rendant préhensiles.

## Sources
- Charles Daney, Dictionnaire de la Lande française, Éditions Loubatières, Portet sur Garonne, 1992
- L’Almanach du Landais 2008, Éditions CPE